# Kecamatan Juwangi (distrikt i Indonesien, lat -7,21, long 110,72)
Kecamatan Juwangi är ett distrikt i Indonesien.   Det ligger i provinsen Jawa Tengah, i den västra delen av landet, 400 km öster om huvudstaden Jakarta.